# McKinley Hill Stadium
McKinley Hill Stadium (wcześniej znany jako Emperador Stadium) – profesjonalny stadion piłkarski zlokalizowany w kompleksie McKinley Hill, w Taguig, Metro Manila, na Filipinach. Obiekt służy głównie do rozgrywek piłkarskich i rugby oraz pełni funkcję miejsca treningów dla drużyn ligowych i reprezentacyjnych.

## Lokalizacja
Stadion znajduje się przy Campus Avenue w dzielnicy Pinagsama (Bonifacio Capital District), w ramach kompleksu McKinley Hill, rozwijanego przez Megaworld Corporation.

## Historia
Oficjalne otwarcie miało miejsce 7 lutego 2013 roku, podczas meczu inaugurującego nowy sezon United Football League (UFL) między Manila Nomads a Philippine Air Force. Nazwa „Emperador Stadium” wywodziła się od sponsora — marki brandy Emperador.

## Dane techniczne
Obiekt ma pojemność około 2 000 miejsc i wyposażony jest w certyfikowaną przez FIFA sztuczną nawierzchnię włoskiej firmy Limonta Sport – model Max S o wysokości 60 mm. Jest to jedna z nielicznych tego typu nawierzchni w kraju. Stadion posiada również profesjonalne oświetlenie z systemem pochłaniania wody, co pozwala na organizację meczów całorocznych.

## Główne zastosowania
McKinley Hill Stadium od początku funkcjonowania pełnił rolę głównego boiska Philippines Football League — pierwszej ligi piłkarskiej na Filipinach — jako dom dla zespołów takich jak Kaya FC–Iloilo czy nieistniejącego już Green Archers United. Aktualnie swoje mecze rozgrywa tutaj drużyna Maharlika FC.